# Lilja Brik

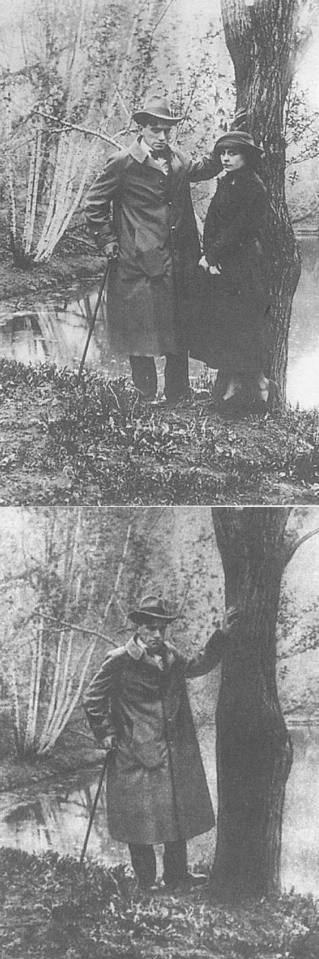
Fotot av Vladimir Majakovskij och Lili Brik från 1918 blev av politiska hänsyn retuscherat i officiella sovjetryska publikationer på 1960-talet.

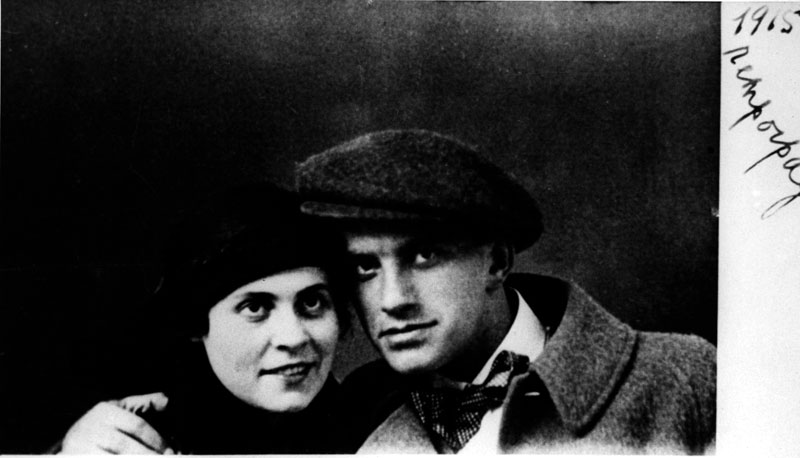
Lili Brik och Vladimir Majakovskij, 1915.

Lili ”Lilja” Jurjevna Brik (ryska: Лиля Юрьевна Брик), ursprungligen Lili Jurjevna Kagan (Каган), född 11 november (30 oktober enligt g.s.) 1891 i Moskva, död 4 augusti 1978 i Peredelkino nära Moskva, var en rysk bildhuggare och regissör. (Hon namngavs efter Goethes fästmö Lili Schöneman.) Hon var äldre syster till den franska författaren Elsa Triolet.
Lili Brik umgicks med och inspirerade många framstående poeter och andra intellektuella, bland andra Sergej Eisenstein, Lev Kulesjov, Boris Pasternak, Yves Saint-Laurent och Pablo Picasso. Hon hade en kärleksaffär med Vladimir Majakovskij, trots att hon sedan 1912 var gift med hans förläggare Osip Brik (1888–1945). Vladimir Majakovskij tillägnade och adresserade flera verk till Lili Brik innan han tog livet av sig 1930.
År 1930 skilde hon sig från Osip Brik och gifte sig senare samma år med den sovjetiske militärgeneralen Vitalij Primakov (1897–1937). Primakov kom att dömas under Moskvarättegångarna i samband med den hemliga militärrättegången i juni 1937 och avrättades omedelbart efteråt. 1957 ogiltigförklarades anklagelserna mot Primakov och han rehabiliterades postumt.
År 1938 gifte Lili Brik sig en tredje gång med litteraturkritikern och författaren Vasilij Katanjan (1902–1980). De levde tillsammans i 40 år, till hennes död 1978. Brik begick självmord 87 år gammal i samband med att hon led av en sjukdom.